# Michael von Melas
Pour les articles homonymes, voir Melas.

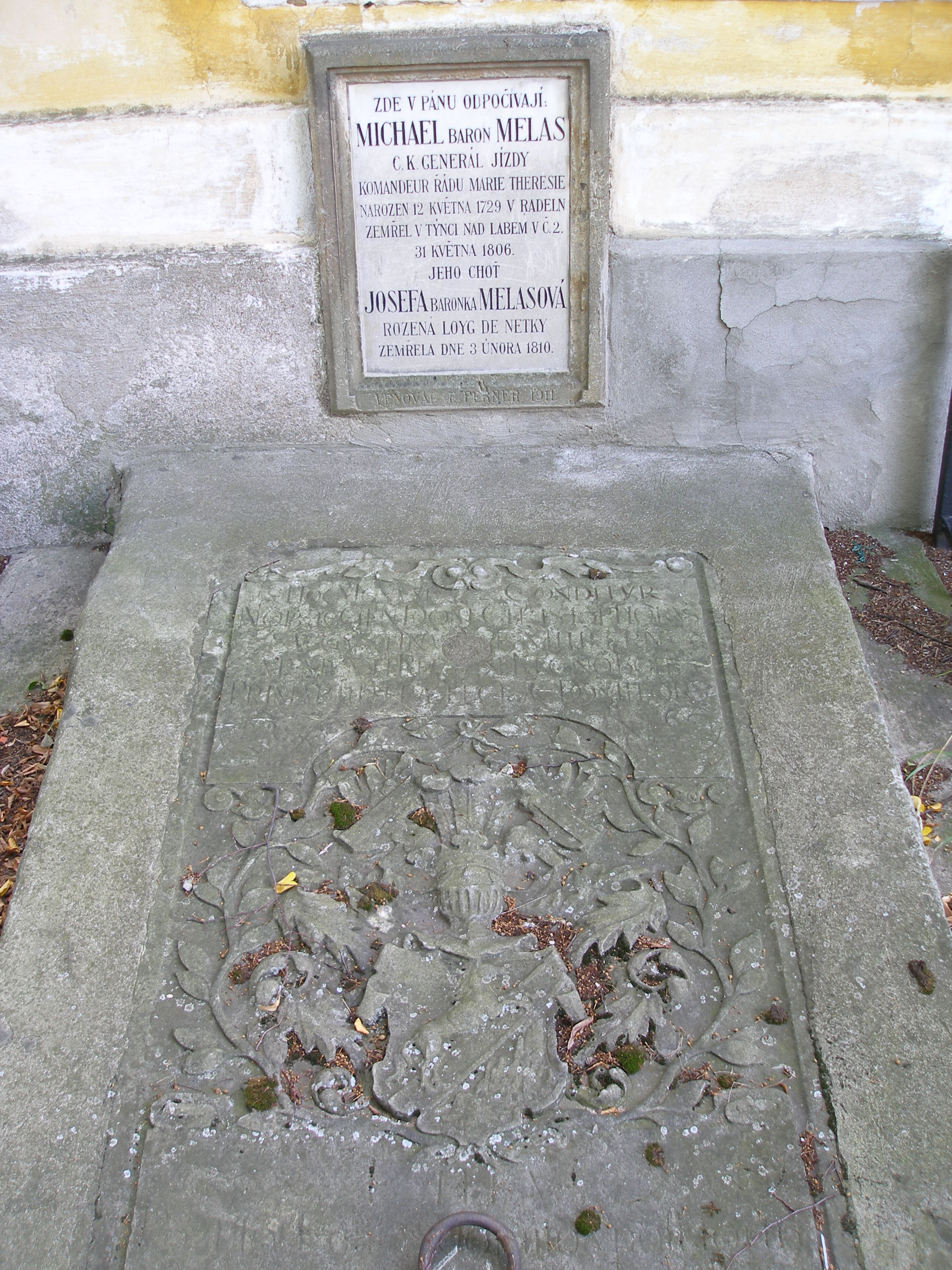
Tombe du général von Melas à Týnec nad Labem, en Bohême.

Michael Friedrich Benedikt von Melas, né le 12 mai 1729 à Radeln, près de Sighișoara en Transylvanie, et mort le 31 mai 1806 à Elbeteinitz (actuelle Týnec nad Labem, en Bohême), est un général du Saint-Empire. Il commandait le centre des troupes impériales à la bataille de Marengo. Le lendemain de cette bataille, le 15 juin 1800, il négocia avec le général français Dupont de l'Étang la capitulation d’Alexandrie.

## Biographie

### Du cadet au lieutenant-général
Melas commença sa carrière en 1746 comme cadet dans un régiment d'infanterie. Il participa en tant qu'aide de camp du feld-maréchal Leopold Joseph von Daun à la guerre de Sept Ans, et fut promu aux grades de colonel en 1781, puis de général-major en 1789. En 1793, il commandait une brigade sur la Sambre. Il combattit comme lieutenant-général en 1794 sur le Rhin inférieur et en 1795 sur le Rhin moyen où, après le départ de Beaulieu pour l'Italie, il dirigea les opérations comme commandant en chef.

### Opérations en Italie

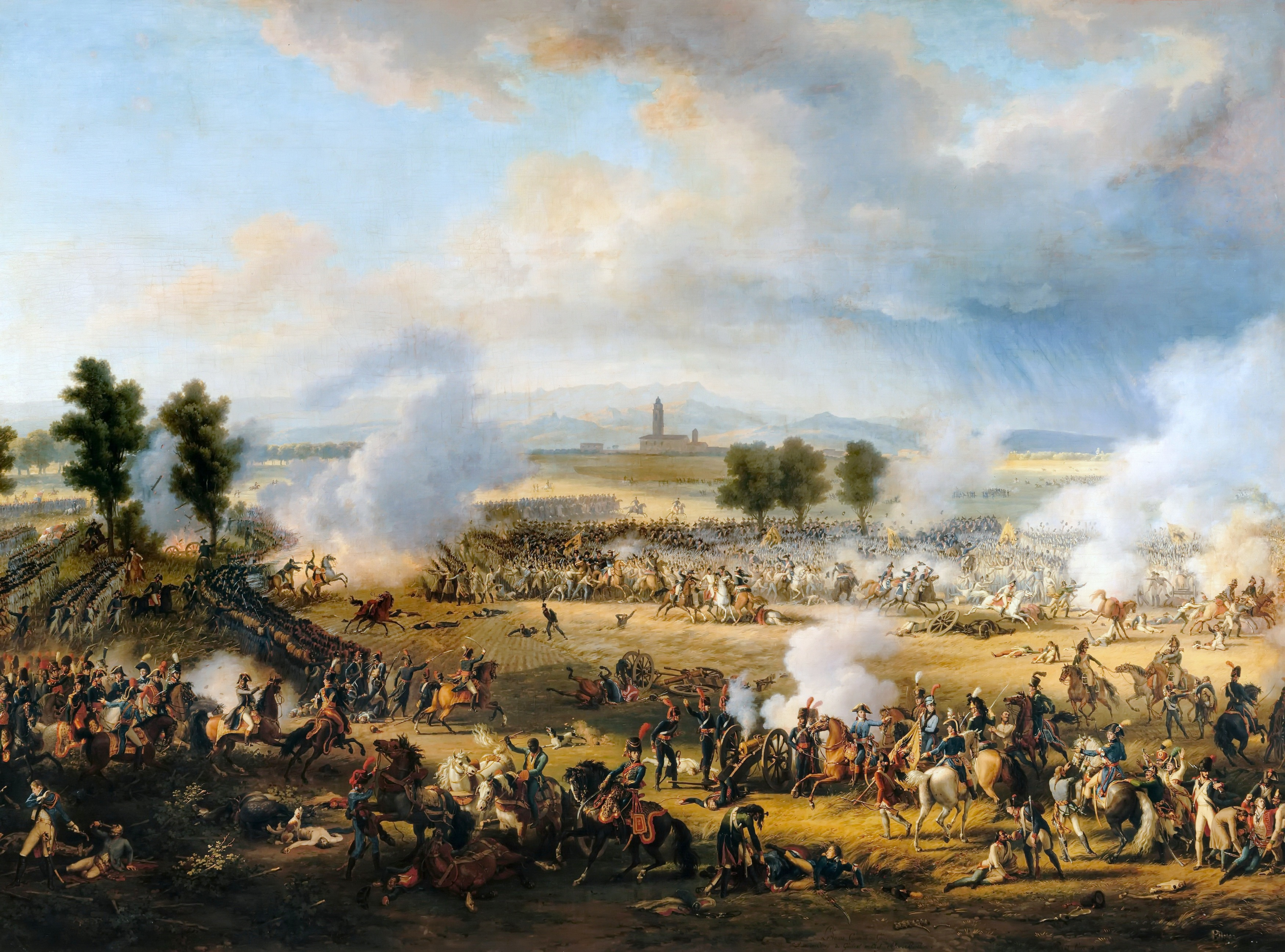
Bataille de Marengo, 1802, par Louis-François Lejeune. Au cours de cette bataille, Melas faillit infliger une défaite aux Français, mais il fut finalement vaincu après l'arrivée des troupes du général Desaix.

À la fin de 1798, il fut envoyé à la tête du quartier général du prince Guillaume Georges Frédéric d'Orange-Nassau, commandant de l'armée d'Italie, en vue de la campagne annoncée pour l'année suivante. La mort subite du prince, décédé d'une infection le 6 janvier 1799 à Padoue, força l'archiduc Charles, commandant en chef des armées impériales, à passer son commandement à Melas. Celui-ci débuta victorieusement en battant, sous le commandement du généralissime russe Souvorov, les troupes françaises de Moreau à Cassano (27 avril 1799), Macdonald sur la Trebbia (19 juin 1799) et Joubert (qui mourut au combat) à Novi (15 août 1799). Après le départ de Souvorov pour la Suisse, où il devait affronter Masséna, Melas, avec 40 000 soldats impériaux sous ses ordres, vainquit à Genola le général Championnet le 4 novembre et prit possession de Coni avant d'enfermer Masséna dans Gênes.
Tandis que son second, Ott, menait les opérations de siège, Melas passa dans le Var et préparait l'invasion de la Provence lorsque Bonaparte, revenu de la campagne d'Égypte, le contourna en traversant les Alpes et interrompit ses lignes de communication. Melas tenta de réagir face à Bonaparte à Marengo, et y fit tout ce qu'il pouvait. Il pensait bien avoir vaincu son ennemi et avait déjà envoyé un courrier à Vienne porter la nouvelle de son succès lorsque l'arrivée soudaine des troupes du général Desaix (qui mourut au combat) renversèrent le sort de la bataille et sauvèrent Bonaparte. Totalement découragé, Melas signa alors la convention d'Alexandrie, selon laquelle il dut battre en retraite à l'est du Mincio, et reçut de Bonaparte, qui avait été impressionné par Melas, un superbe sabre turc rapporté d'Égypte. Melas passa au commandement général de la Bohême, jusqu'à ce que, en 1803, il se retirât dans la vie privée. Il mourut trois ans plus tard.

## Décorations

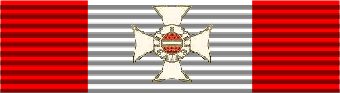
Commandeur de l'Ordre militaire de Marie-Thérèse

## Sources
- (en) David Hollins, « Michael Friedrich Benedikt Freiherr von Melas », dans Gregory Fremont-Barnes, The Encyclopedia of the French Revolutionary and Napoleonic Wars, vol. 2, ABC-CLIO, 30 août 2006, 1213 p. (ISBN 978-1-851096-46-6, lire en ligne).
- (de) Adolf Schinzl, « Melas, Michael Friedrich Benedict Ritter von », dans Allgemeine Deutsche Biographie (ADB), vol. 21, Leipzig, Duncker & Humblot, 1885, p. 280-283
- (de) Peter Broucek, « Melas, Michael Freiherr von », dans Neue Deutsche Biographie (NDB), vol. 17, Berlin, Duncker & Humblot, 1994, p. 1–2 (original numérisé).